# Snakefinger
Philip Lithman, známý jako Snakefinger (* jako Philip Charles Lithman; 17. června 1949, Tooting, Londýn, Anglie – 1. července 1987, Linz, Rakousko), byl britský hudebník a multiinstrumentalista. Nejvíce proslul svojí spoluprací s avantgardní skupinou The Residents. Byl také členem skupiny Chilli Willi and the Red Hot Peppers.